# Trình soạn thảo mã nguồn

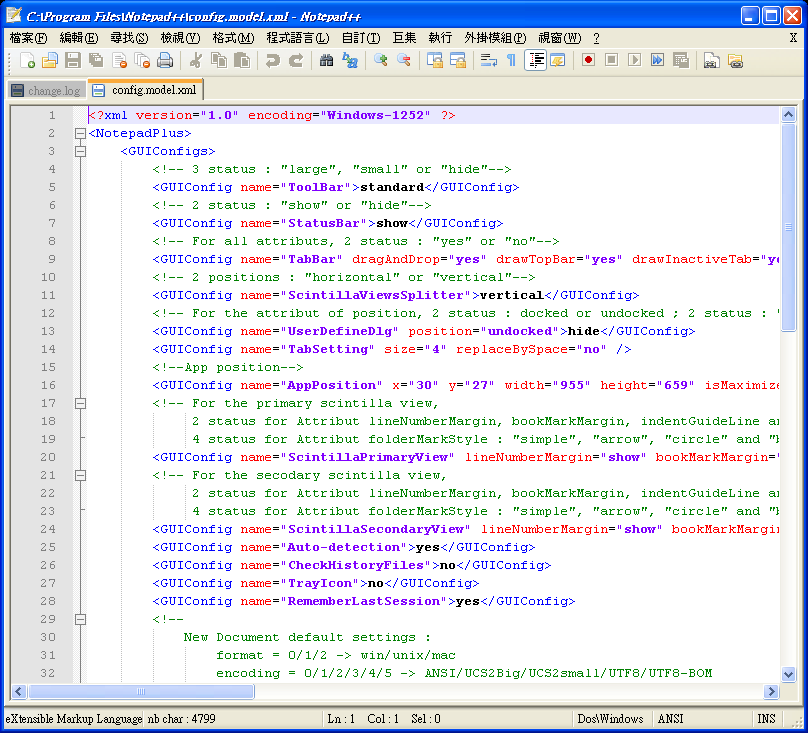
Ảnh chụp màn hình phần mềm Notepad++ chỉnh sửa mã XML.

Trình soạn thảo mã nguồn (tiếng Anh: source-code editor) là một chương trình soạn thảo văn bản được thiết kế đặc biệt để chỉnh sửa mã nguồn của các chương trình máy tính. Đây có thể là một phần mềm độc lập nhưng cũng có thể là một phần của một môi trường phát triển tích hợp (IDE) hoặc trình duyệt web. Trình soạn thảo mã nguồn là một công cụ lập trình cơ bản, vì công việc cơ bản của các lập trình viên là viết và chỉnh sửa mã nguồn.